# Pearl Jam (álbum)
Pearl Jam es el octavo álbum de estudio lanzado por la banda de grunge Pearl Jam. Salió a la venta en mayo de 2006. Fue grabado por Adam Kasper y Pearl Jam en el Studio X en la ciudad de Seattle en Washington. Este álbum destaca por la potencia de sus canciones, recordando la fuerza de sus primeros álbumes, tales como Ten, Vs y Vitalogy. 

## Grabación
Para la grabación de Pearl Jam, el grupo trabajó junto con Adam Kasper, famoso por grabar discos del estilo y por colaborar con Soundgarden. El álbum fue grabado en Studio X, en Seattle, Washington a fines del año 2004, cuando finalizó la gira "Vote for Change".
La banda trabajó en el álbum durante todo el período que abarcó desde finales del 2004 y todo el 2005 (interrumpidos a finales de este año por una gira en Norteamérica y Sudamérica) y principios del 2006.
Al contrario que con los álbumes Yield, Binaural y Riot Act, a la hora de grabar las canciones, la banda no traía las canciones hechas, si no, simplemente riffs de guitarra. Durante el proceso de grabación, la banda discutía los arreglos en las canciones. Esto llevó a la banda a declarar que en este álbum hubo colaboraciones por parte de todos. En este álbum, según el guitarrista Mike McCready, se "sentían con mucha más energía, y se comunicaban mejor que nunca..."
El resultado fue que las canciones resultaran más rápidas con respecto a las creaciones de sus álbumes anteriores.

## Música y letras
Muchos críticos musicales afirmaron que este álbum marcó un regreso por parte de la banda a sus raíces. McCready comparó a este álbum con su segundo álbum de estudio Vs en una entrevista en 2005. Stephen Thomas Erlewine, crítico de Allmusic, dijo que "15 años más tarde de [su primer álbum de estudio] Ten, Pearl Jam volvió a la fuerza y potencia de su álbum debut con su álbum de 2006 Pearl Jam, una gama de despiadadas, enfocadas agudamente canciones de hard rock". Eddie Vedder dijo: "Es fácilmente el mejor material que hemos hecho. Es muy agresivo, porque es el producto de ser americano en estos días. Es bastante agresivo, especialmente cuando le subes el volumen". El álbum empieza con un número de canciones de tempo rápido, y hacia la segunda mitad del álbum empieza a variar más el tempo. Jeff Ament, bajista del grupo, observa que "el álbum comienza de manera muy extrovertida pero se vuelve introvertido hacia el final del álbum".
Problemas sociopolíticos actuales en los Estados Unidos son mencionados en el álbum. McCready dice: "Todos sentimos que vivimos en tiempos tumultuosos y que dan miedo, y eso abarca desde la guerra con Irak hasta el huracán Katrina y mucho más. La guerra con Irak aparece mencionada o es dada a entender en los temas World Wide Suicide, Marker in the Sand y Army Reserve. El tema World Wide Suicide declara ira en contra de la guerra.
Otros temas incluidos en el álbum son el uso de drogas (Severed Hand), la religión (Marker in the Sand), la pobreza (Unemployable), el hecho de dejar las cosas atrás y empezar de nuevo (Gone) y la soledad (Come Back)
Vedder escribió la letra de Life Wasted después de ir al funeral de Johnny Ramone, y dijo que la letra es acerca de los sentimientos que uno tiene después de ir a un funeral. También dice que Gone habla acerca de "un hombre necesitando encontrar una nueva vida sin su pasado, sin sus posesiones, y sin querer buscar nuevas posesiones".
Damien Echols, uno de los miembros de West Memphis Three, coescribió la letra de «Army Reserve». Por primera vez, McCready colabora líricamente con un álbum de Pearl Jam, escribiendo la letra de Inside Job. McCready afirma que escribió la canción pensando en que él tenía que ir adentro suyo para poder ser abierto ante otras ideas.

## Lanzamiento y recepción
Pearl Jam entró a las listas del Reino Unido en el puesto número 5, la mejor posición de la banda en esa lista desde su álbum del año 2000, Binaural. Además, alcanzó el segundo puesto en las listas estadounidenses, vendiendo 279,564 copias en la primera semana. En ese lugar, después lo reemplazó el álbum 10,000 Days de Tool. Para enero del 2009, el álbum había vendido 704,000 copias en los Estados Unidos de acuerdo con Nielsen SoundScan. Pearl Jam es considerado un hit de regreso, vendiendo más que su álbum anterior Riot Act. Aun así, vendió menos que su seis álbumes anteriores (sin contar Riot Act, claro), pero eso teniendo en cuenta que fue un año de pocas ventas para la industria musical en general. Incluso, llegó a grandes posiciones en la lista de Billboard, los Álbumes Más Vendidos del Año, incluso másque sus predecesores Binaural y Riot Act. De acuerdo con Billboard, está en el puesto 90 de los álbumes más vendidos del 2006. Pearl Jam tiene certificación de oro según la RIAA.
Pearl Jam recibió críticas favorables, y es actualmente el álbum suyo más aclamado del nuevo milenio. El álbum fue puesto en el número 13 de los 50 Mejores Álbumes del Año según la revista Rolling Stone. Las críticas en general hablan del regreso de Pearl Jam a sus raíces, y del trasfondo político y social en las letras de su nuevo álbum.
El primer sencillo, "World Wide Suicide", y el lado B "Unemployable" estuvieron disponibles para descarga en internet desde su página web y en tiendas de música en línea el 14 de marzo de 2006. Este llegó al puesto número 41 de la Billboard Hot 100 Airplay, alcanzó el puesto número 2 en el Mainstream Rock Charts y alcanzó el puesto número 1 en la Modern Rock Tracks, permaneciendo en ese puesto por tres semanas. Sus otros dos sencillos, Life Wasted y Gone también tuvieron buenos resultados, pero no como World Wide Suicide. Afuera de los Estados Unidos, también posicionaron muy bien en las listas.
El 24 de marzo de 2006, demos de las canciones "Life Wasted", "Comatose" (aka "Crapshoot"), "Severed Hand", y "Parachutes" aparecieron por completo en internet. Un día después, un imitador de Eddie Vedder mandó un mensaje sobre este tema a los seguidores, llevando a la confusión de varias personas que creyeron que era el auténtico Eddie Vedder.
El 7 de abril, el álbum apareció completamente por Internet.

## Diseño
La imagen de la tapa del disco, muestra un aguacate cortado por la mitad con la semilla adentro, intacta. El guitarrista Mike McCready dice: "Eso simboliza que... Ed (Eddie Vedder) al final del proceso dijo "por lo que a mí respecta, hicimos un muy buen trabajo en el disco y me cansé un poco de él. Pongamos un aguacate en la tapa". Y creo que eso es lo que pasó. Nuestro director de arte dice: "¡Ey! Eso no es una mala idea." Creo que estábamos mirando el Super Bowl y por ese entonces teníamos guacamole, o algo así". Como el álbum es homónimo, muchos seguidores de la banda se refieren a este álbum como "Avocado" (traducción de aguacate en inglés) o "The Avocado Album". La parte de adentro muestra a la semilla del aguacate, y la contratapa del álbum muestra al aguacate sin la semilla. La versión de este álbum fue nombrado en el ranking "Las Peores Portadas para Álbumes del 2006", de Pitchfork Media. Fernando Apodaca fue el encargado de poner las notas que aparecen adentro, y también fue quien filmó el video para Life Wasted, el cual emula las notas puestas por él.
Por la opción de que este álbum fuera homónimo Vedder explicó: "En el final, nosotros creímos que era suficiente con el título de las canciones, por lo que poner encima otro título para el álbum hubiera quedado muy pretencioso. Así que en realidad, [el álbum] se llama Nada, de Pearl Jam. Durante la grabación del álbum, Vedder pensó en el nombre Superun-owned (super-sin-dueño), una referencia al álbum de 1994 Superunknown, de Soundgarden. Él explica: "Nosotros no tenemos dueño. Nosotros queremos seguir sin tener dueño".
Para aquellos que ordenaron con anterioridad el álbum por la página oficial de la banda, recibieron el CD con una portada distinta que con la que viene normalmente. Además, fue incluido un CD en vivo de un show de Pearl Jam tocando el 31 de diciembre de 1992 en el Academy Theatre en Nueva York.

## Gira promocional

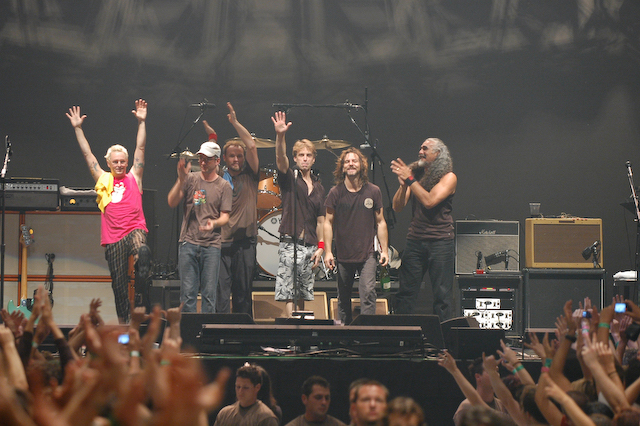
Pearl Jam en el Stadthalle, en Viena, Austria, en el año 2006

Pearl Jam promocionó el álbum con una gira por Norteamérica, Europa y Australia. La primera ronda de la gira norteamericana empezó en el Noreste de los Estados Unidos, yendo después para el Medio Oeste, y por último para la Costa Oeste.
Pearl Jam fue de gira por Europa por primera vez en seis años. La banda encabezó el Festival de Reading y el Festival de Leeds en agosto del 2006, a pesar de haber dicho que no iban a participar en ningún festival de vuelta después de Roskilde. En una entrevista con la banda para preguntar acerca de su regreso a los circuitos de los festivales, Stone Gossard dijo: "Ya estamos al tanto de que podemos hacer esto. El público, además, está lo más seguro posible en los recitales". Vedder empezó ambos recitales con un petitorio para el público, para que éstos tuvieran cuidado y tuvieran presentes a los otros. Él comentó que la decisión de la banda a tocar en un festival después de lo sucedido en Roskilde no tuvo nada que ver con tener "agallas", si no con tener confianza en el público.
El 19 de septiembre de 2006, en el show en el Palaizosaki, en Torino, Italia, Pearl Jam interpretó Pearl Jam en su totalidad en orden a medida que pasaba el espectáculo.
Después de Europa, la banda se dirigió a Australia y finalizó el año con dos shows en Hawái. Los bootlegs oficiales de esta gira estuvieron disponibles en MP3 y en formato FLAC.
El show de la banda en The Gorge Amphitheatre fue lanzado como parte de Live at the Gorge 05/06 box set. Un DVD documentando los shows de la banda en Italia, llamado Immagine in Cornice, fue lanzado en el año 2007.

## Lista de canciones
| Pearl Jam |                                                                                             |          |  |
| N.º       | Título                                                                                      | Duración |  |
| 1.        | «Life Wasted»                                                                               | 3:54     |  |
| 2.        | «World Wide Suicide»                                                                        | 3:27     |  |
| 3.        | «Comatose»                                                                                  | 2:19     |  |
| 4.        | «Severed Hand»                                                                              | 4:30     |  |
| 5.        | «Marker In The Sand»                                                                        | 4:23     |  |
| 6.        | «Parachutes»                                                                                | 3:36     |  |
| 7.        | «Unemployable»                                                                              | 3:04     |  |
| 8.        | «Big Wave»                                                                                  | 2:58     |  |
| 9.        | «Gone»                                                                                      | 4:09     |  |
| 10.       | «Wasted Reprise»                                                                            | 0:53     |  |
| 11.       | «Army Reserve»                                                                              | 3:54     |  |
| 12.       | «Come Back»                                                                                 | 5:29     |  |
| 13.       | «Inside Job» (En Realidadd Dura 6:22, Pero En 6:43 Hay Una Pista Oculta Estirandola A 7:08) | 7:08     |  |
| 49:42     |                                                                                             |          |  |

## Rarezas
Una canción del álbum solista del año 2008 de Jeff Ament, Tone, llamada The Forest, fue grabada por Pearl Jam, aunque Eddie Vedder nunca agregó la parte vocal al tema. La versión instrumental del tema por Pearl Jam se incluyen en el DVD Immagine in Cornice. La versión de Tone contiene a Jeff Ament en la parte vocal y está formada por el demo original de la canción.

## Posiciones en listas
| Lista (2006)              | Posición |
| ------------------------- | -------- |
| Listas de Italia          | 1        |
| Listas de Portugal        | 1        |
| Top Internet Albums       | 1        |
| Billboard 200             | 2        |
| Listas de Australia       | 2        |
| Listas de Bélgica (Vl)    | 2        |
| Listas de Bélgica (Wa)    | 12       |
| Listas de Canadá          | 2        |
| Listas de República Checa | 2        |
| Lista de Países Bajos     | 2        |
| Listas de Nueva Zelanda   | 2        |
| Listas de Suiza           | 2        |
| Listas de Austria         | 3        |
| Listas de Alemania        | 4        |
| Listas de Irlanda         | 4        |
| Listas de Noruega         | 4        |
| UK Albums Chart           | 5        |
| Listas de Suecia          | 6        |
| Listas de Croacia         | 7        |
| Listas de Finlandia       | 13       |
| Listas de Francia         | 21       |
| Listas de Hungría         | 28       |

| Sencillo             | Lista (2006)                 | Posición |
| -------------------- | ---------------------------- | -------- |
| "World Wide Suicide" | US Billboard Hot 100 Airplay | 41       |
| "World Wide Suicide" | US Modern Rock Tracks        | 1        |
| "World Wide Suicide" | US Mainstream Rock Tracks    | 2        |
| "World Wide Suicide" | Listas de Letonia            | 45       |
| "Life Wasted"        | US Modern Rock Tracks        | 10       |
| "Life Wasted"        | US Mainstream Rock Tracks    | 13       |
| "Life Wasted"        | UK Singles Chart             | 110      |
| "Gone"               | US Modern Rock Tracks        | 40       |